# Luís Oliveira Gonçalves
Luís Oliveira Gonçalves   (Angola, 22 de juny de 1960) és un ex entrenador de futbol angolès.
Fou seleccionador de la selecció d'Angola sots 20 que guanyà el Campionat d'Àfrica juvenil el 2001. Esdevingué seleccionador absolut el 2004 i fou qui dirigí la selecció a la Copa del Món de futbol de 2006.